# Herrarnas C-2 i slalom i kanotsport vid olympiska sommarspelen 1972
Herrarnas C-2 slalom vid olympiska sommarspelen 1972 hölls i Augsburg i Västtyskland. 

## Medaljörer
| Gren        | Guld                                         | Silver                                          | Brons                                      |
| C-2, slalom | Östtyskland Walter Hofmann Rolf-Dieter Amend | Västtyskland Hans-Otto Schumacher Wilhelm Baues | Frankrike Jean-Louis Olry Jean-Claude Olry |

## Resultat
| Placering | Namn                                       | Åk 1   | Åk 1  | Åk 1   | Åk 2   | Åk 2  | Åk 2   | Resultat      |
| Placering | Namn                                       | Tid    | Poäng | Totalt | Tid    | Poäng | Totalt | Totalt        |
| --------- | ------------------------------------------ | ------ | ----- | ------ | ------ | ----- | ------ | ------------- |
| Gold      | Walter Hofmann & Rolf-Dieter Amend (GDR)   | 270,68 | 40    | 310,68 | 285,51 | 160   | 445,51 | 310,68        |
| Silver    | Hans-Otto Schumacher & Wilhelm Baues (FRG) | 286,96 | 30    | 316,96 | 291,90 | 20    | 311,90 | 311,90        |
| Bronze    | Jean-Louis Olry & Jean-Claude Olry (FRA)   | 322,04 | 40    | 362,04 | 305,10 | 10    | 315,10 | 315,10        |
| 4         | Jürgen Kretschmer & Klaus Trummer (GDR)    | 299,57 | 30    | 329,57 | -      | -     | -      | 329,57        |
| 5         | Jan Frączek & Ryszard Seruga (POL)         | 326,31 | 40    | 366,31 | 316,78 | 70    | 386,78 | 366,31        |
| 6         | Janez Andrijašič & Peter Guzelj (YUG)      | -      | -     | -      | 318,01 | 50    | 368,01 | 372,88        |
| 7         | Michael Reimann & Olaf Fricke (FRG)        | 301,86 | 70    | 371,86 | 310,00 | 200   | 510,00 | 371,86        |
| 8         | Heimo Müllneritsch & Helmar Steindl (AUT)  | 305,14 | 70    | 375,14 | 296,72 | 160   | 456,72 | 375,14        |
| 9         | Theo Nüsing & Hans Jakob Hitz (FRG)        | 306,67 | 80    | 386,67 | 324,38 | 90    | 414,38 | 386,67        |
| 10        | František Kadaňka & Antonín Brabec (TCH)   | 308,88 | 80    | 388,88 | 312,33 | 150   | 462,33 | 388,88        |
| 11        | Gabriel Janoušek & Milan Horyna (TCH)      | -      | -     | -      | 322,30 | 80    | 402,30 | 402,30        |
| 12        | Tom Southworth & John Burton (USA)         | 387,83 | 40    | 427,83 | 317,55 | 90    | 407,55 | 407,55        |
| 13        | Jerzy Jeż & Wojciech Kudlik (POL)          | -      | -     | -      | 366,10 | 50    | 416,10 | 416,10        |
| 14        | Russ Nichols & John Evans (USA)            | 322,02 | 200   | 522,02 | 310,08 | 130   | 440,08 | 440,08        |
| 15        | David Allen & Lindsay Williams (GBR)       | -      | -     | -      | 367,08 | 80    | 447,08 | 447,08        |
| 16        | Zdeněk Měšťan & Ladislav Měšťan (TCH)      | 319,10 | 130   | 449,10 | 319,00 | 140   | 459,00 | 449,10        |
| 17        | Maciej Rychta & Zbigniew Leśniak (POL)     | 299,64 | 160   | 459,64 | 295,70 | 160   | 455,70 | 455,70        |
| 18        | Jürgen Henze & Herbert Fischer (GDR)       | -      | -     | -      | 308,44 | 200   | 508,44 | 508,44        |
| 19        | Dušan Tuma & Franc Žitnik (YUG)            | 328,55 | 230   | 558,55 | -      | -     | -      | 558,55        |
| 20        | John Court & Jon Goodwin (GBR)             | -      | -     | -      | -      | -     | -      | Startade inte |